# Казка про ялівець
«Казка про ялівець» (нім. Von dem Machandelboom) — казка зі збірки братів Грімм «Дитячі та сімейні казки» (1812). Опублікована під номером 47 та згідно з класифікацією казкових сюжетів Аарне-Томпсона має номер ATU 720 «Мачуха-вбивця», що розповідає про вбивство та канібалізм. В основі сюжету — родинна трагедія, у якій мачуха вбиває пасинка та готує його як страву для батька. Казка є однією з небагатьох казок у збірці братів Грімм, яка залишилася майже незмінною з моменту першої публікації в 1812 році (1-ше видання) до останнього, 7-го видання 1857 року, що є рідкістю серед казок братів Грімм.

## Сюжет
Жили собі багатий чоловік і його дружина, які дуже любили один одного, але не мали дітей. Вони молилися про дитину, але їхні молитви залишалися без відповіді. Одного разу дружина, стоячи під ялівцем у дворі, порізала палець, і крапля крові впала на сніг. Вона побажала, щоб у неї народилася дитина, рум'яна, як кров, і біла, як сніг.
Через дев'ять місяців у неї народився син, який був рум'яним, як кров, і білим, як сніг, але радість була короткою: жінка, побачивши свою дитину, померла від щастя. Перед смертю вона попросила чоловіка поховати її під ялівцем.
Через деякий час чоловік одружився вдруге. Від другого шлюбу у нього народилася донька. Мачуха дуже любила свою доньку, але ненавиділа пасинка, який нагадував їй про першу дружину. Вона почала жорстоко поводитися з хлопчиком, била його і знущалася.
Одного разу мачуха вирішила позбутися хлопчика. Вона заманила його до скрині, обіцяючи яблуко, а потім різко опустила кришку, відрубавши йому голову. Щоб приховати злочин, вона прив'язала голову до тіла хусткою і посадила хлопчика біля дверей, давши йому в руку яблуко.
Донька мачухи, Марленхен, побачила брата і спробувала заговорити з ним, але він не відповідав. Вона торкнулася його, і його голова впала. Марленхен у жаху розповіла матері про те, що сталося. Мачуха вирішила приховати злочин: вона порубала тіло хлопчика на шматки та зварила його в супі.
Коли батько повернувся додому, то запитав про сина. Мачуха сказала, що хлопчик поїхав до родичів. Під час обіду батько їв суп, не підозрюючи, що це його син. Марленхен плакала, а її сльози падали в каструлю.
Після обіду Марленхен зібрала кістки брата, завернула їх у шовкову хустину і поховала під ялівцем. Ялівець почав хитатися, і з нього вилетіла гарна пташка, яка заспівала сумну пісню про те, як мачуха вбила хлопчика, а батько його з'їв.
Пташка полетіла у світ, де зустрічала різних людей: ювеліра, шевця, млинарів. Вона співала свою пісню та отримувала подарунки: золотий ланцюжок, червоні черевички та жорна. Кожен, хто чув її спів, був зворушений і дарував їй щось цінне.
Пташка повернулася до будинку свого батька. Вона сіла на дах і заспівала свою пісню. Батько, почувши її, вийшов надвір, і пташка скинула йому золотий ланцюжок. Марленхен також вийшла та отримала червоні черевички. Але коли мачуха вийшла, пташка скинула на неї жорна, які вбили її.
Після смерті мачухи з'явився маленький хлопчик, який ожив. Він взяв батька і Марленхен за руки, і вони разом повернулися до будинку, де жили довго і щасливо.